# Anepsion peltoides
Anepsion peltoides là một loài nhện trong họ Araneidae.
Loài này thuộc chi Anepsion. Anepsion peltoides được Tord Tamerlan Teodor Thorell miêu tả năm 1878.